# Carantanie
658–828
Entités précédentes :
- Royaume de Sámo

Entités suivantes :
- Empire carolingien

La Carantanie (en slovène : Karantanija ; en allemand : Karantanien) est une principauté slave apparue à la seconde moitié du VIIe siècle dans les Alpes orientales, au sud de l’actuelle Autriche et au nord de l’actuelle Slovénie. La principauté dura plus de 300 ans et fut transformée en marche de l’Empire carolingien au VIIIe siècle et finalement en duché de Carinthie, avec les margraviats de Styrie et de Carniole, par l'empereur Otton II en 976.

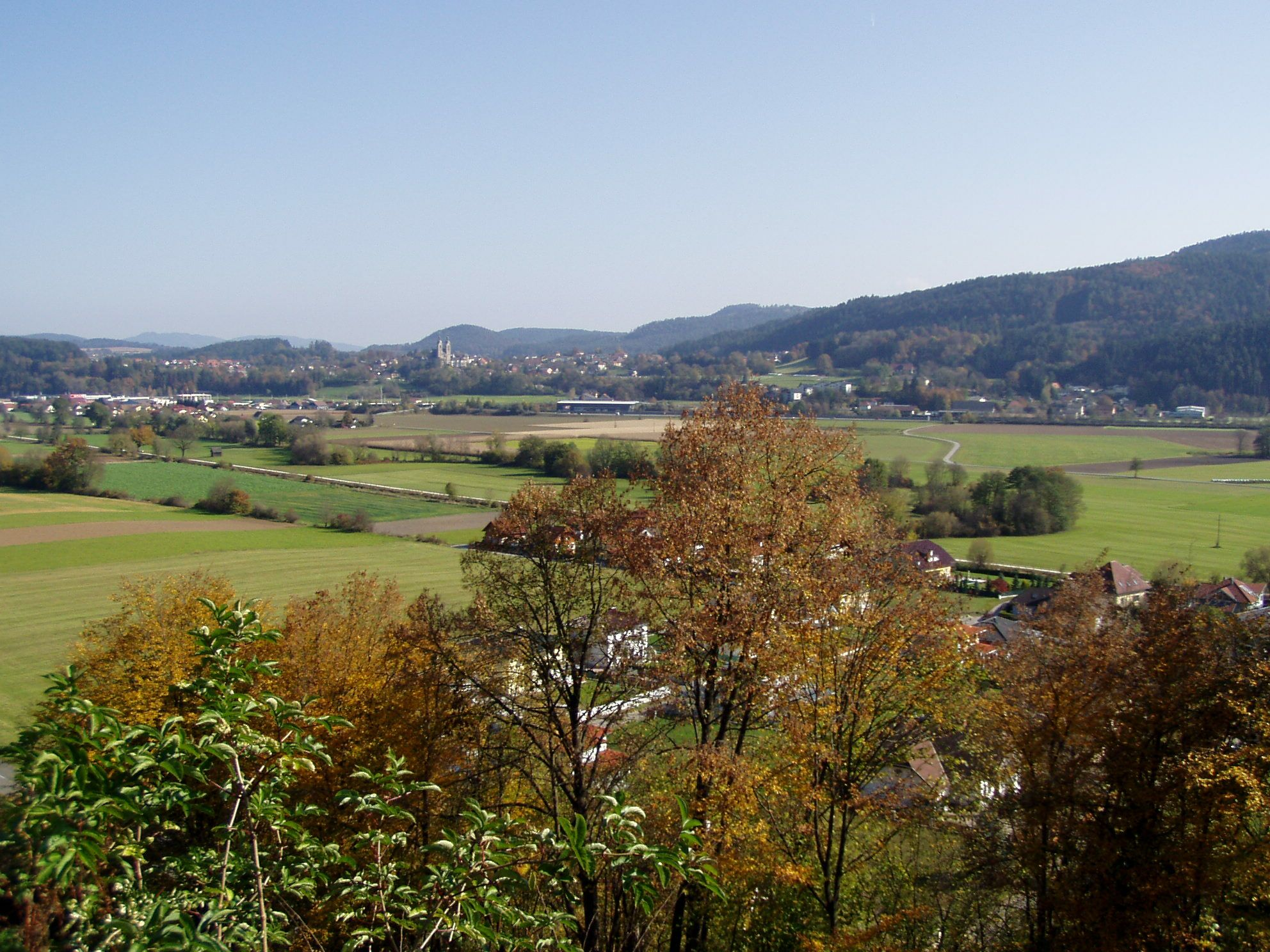
Vue de Karnburg et de l'église de Maria Saal dans la plaine de Zollfeld en Carinthie (Autriche).

## Étymologie
Selon l’historien lombard Paul Diacre, qui écrivait à la fin des années 780, les Slaves appelaient leur pays Carantanum, par corruption du nom de l’ancien Carnuntum (ancien camp de légionnaires romains sur le limes danubien (en), entre Vienne et Bratislava).
Les origines du nom Carantanie peuvent provenir soit de la racine pré-indo-européenne karra, soit de son homologue proto-indo-européen karpa ou karta signifiant « roche », soit de la racine celtique karant signifiant « ami » ou « allié », soit encore des noms slaves korǫtanъ dérivant du roman de Pannonie carantanum, ou bien kamentъ signifiant « pierre » ou « calcaire ». Le toponyme Carinthie (slovène : Koroška ; allemand : Kärnten) serait ainsi un « dérivé étymologique ».

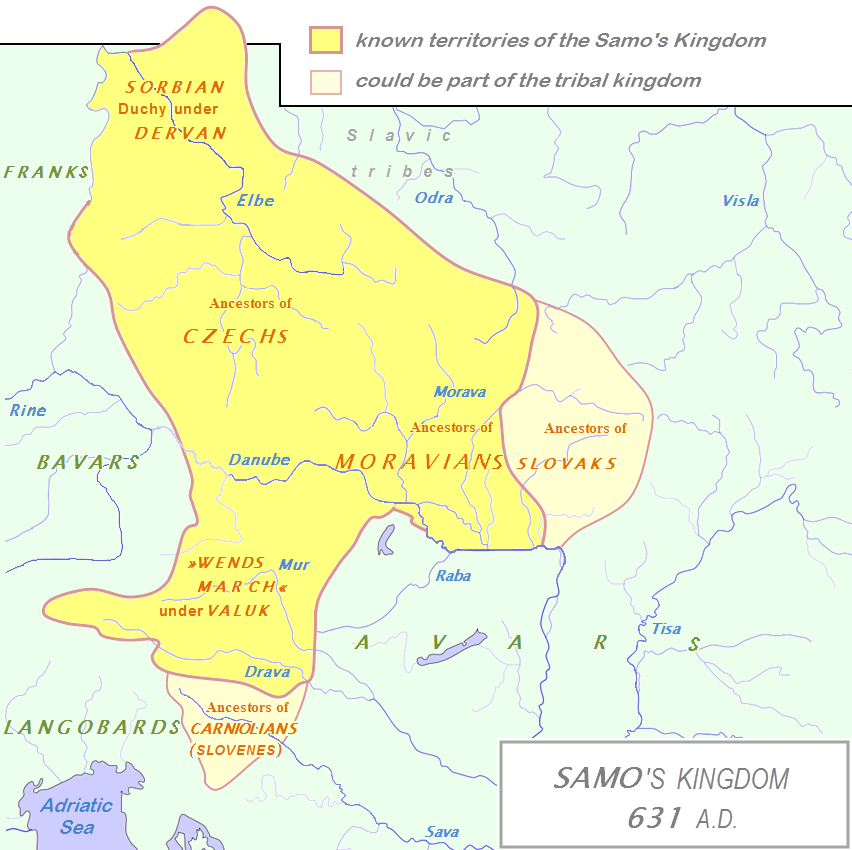
Le royaume de Sámo avec la « marche des Wendes » au sud-ouest, vers 670

Monde franc, vers 840

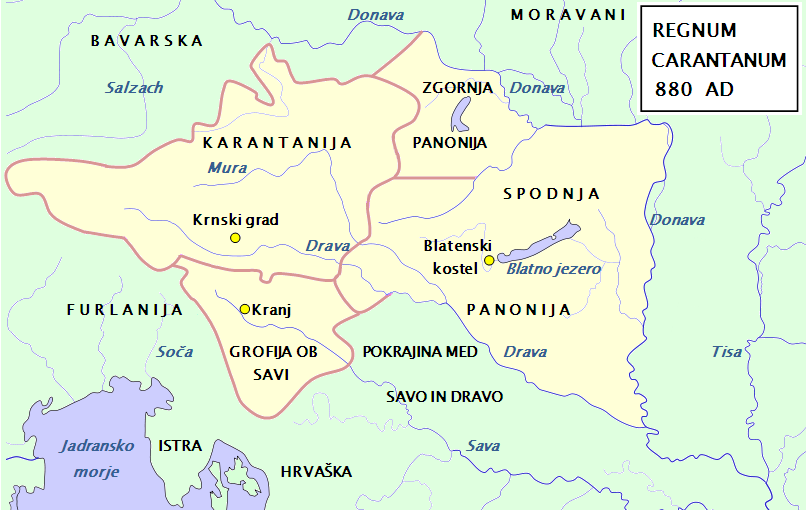
La région vers 880, à l'époque de Carloman de Bavière

## Territoire
La capitale du duché était probablement Karnburg (slovène : Krnski grad) près de Maria Saal dans la vallée de Zollfeld (Gosposvetsko polje), plaine fertile au nord de la ville actuelle de Klagenfurt (Celovec), traversée par la rivière Glan. Dans l’Antiquité déjà, ce paysage culturel autour de la ville de Virunum était le centre politique du royaume celte de Norique, devenu province de l’Empire romain vers l’an 15 av. J.-C.
La principauté médiévale était centrée sur l’actuel land de Carinthie et la Carinthie slovène, tout en englobant également quelques zones voisines de la Styrie et Basse-Styrie, du Tyrol oriental, de la région du Lungau et du Pongau dans le land de Salzbourg, de la Basse-Autriche et de la Haute-Autriche. Selon certaines sources, comme les écrits de Paul Diacre, un autre État slave, la Carniole (Kranjska), apparut au VIIIe siècle au sud de la principauté, de l’autre côté du massif des Caravanques. Ce pays qui fut aussi à l’origine d’une marche et d’un duché par la suite.

## Histoire
Après la fin de l’Empire romain d'Occident à la suite des grandes invasions, les Slaves sont arrivés dans les Alpes orientales vers la fin du VIe siècle : les historiens constatent un changement linguistique dans cette région qui n’était pas slave jusque-là. 
À partir de 568, les Lombards sous Alboïn migrèrent dans le nord de l’Italie et furent remplacés par les Slaves, eux-mêmes suivis par les Avars. La zone connut alors un mélange de cultures romanes, germaniques et alanes christianisées (comme en témoignent les sites funéraires), auxquelles s’ajoutent à partir de l’an 588 les Slaves, qui s’installent dans le bassin hydrographique de la rivière Save et en 591 dans celui de la rivière Drave, jusqu’à sa source sur les champs de Toblach (Dobbiaco). Là, leur progression est arrêtée en 592 par les garnisons bavaroises du duc Tassilon Ier, intronisé par le roi mérovingien Childebert II, mais en 595 les Bavarois sont battus par les forces combinées des Slaves et des Avars, ce qui crée une nouvelle frontière plus occidentale entre les royaumes francs et le khaganat avar. À cette époque, Paul Diacre appelle la région orientale des Alpes : Provincia Sclaborum (« province des Slaves »).
Au début, les Slaves étaient sous les ordres de chefs avars dénommés khagans. À la suite de l’affaiblissement des Avars vers l’an 610, les tribus slaves, regroupées par un Franc dénommé Sámo peuvent s’organiser et installer un règne centré sur le bassin hydrographique de la rivière Morava. En 623, les Slaves de l'Est des Alpes sont probablement alliés au royaume de Sámo et en 626, ils sortent de leur alliance avec les Avars à la suite de la défaite des armées slaves et avares devant Constantinople. Vers l’an 631, une « marche des Wendes » (marca Vinedorum) relativement indépendante apparut, mentionnée dans la Chronique de Frédégaire, qui fut gouvernée par un Wallux dux Winedorum, probablement un knèze (duc) nommé Valk (« Loup » en slave).
En 658, Samo décède et l’union est rompue. Une petite partie de la marche des Slaves, centrée au nord de la ville actuelle de Klagenfurt, reste indépendante et est connue sous le nom de Carantanie. Ce nom apparait pour la première fois dans des sources historiques de l’an 660.
Au cours des années 740 et 750 un knèze de Carantanie est mentionné par le nom de Borouth, peut-être Boris (du proto-slave bor, « combat »). À cette époque, la principauté passe sous la domination du duché de Bavière, quand le knèze demande une assistance militaire au duc Odilon contre les Avars. Une fois la Carantanie devenue vassale de la Bavière, Odilon prit en otage Karatius, le fils de Borouth, et son neveu Chietmar (probablement Hotimir en proto-slave xǫtьmir soit « volontaire et pacifique »). Tous deux abjurent la religion slave et sont baptisés chrétiens en Bavière. Lors de la guerre de 743 entre Odilon et les deux fils de Charles Martel, Carloman et Pépin (respectivement maires des palais d’Austrasie et de Neustrie), les troupes carantaniennes combattirent du côté bavarois. La suzeraineté bavaroise ouvre le champ aux missions de conversion au christianisme envoyées par «  l'apôtre de Carantanie » Virgile, évêque de Salzbourg jusqu'en 784. De nombreux missionnaires sont d’origine bavaroise, mais certains sont des moines irlandais.
La Carantanie ainsi liée à la Bavière, dont elle est un vassal, passe, en tant que marcha orientalis, sous la suprématie l’Empire carolingien lors de la destitution du duc Tassilon III de Bavière par le roi Charlemagne en 788. Les fonctionnaires franques continuent néanmoins de tolérer le couronnement des princes slaves.
Finalement, en 828, à la suite de la rébellion du prince Ljudevit Posavski (mort en 823) contre l'empereur Louis le Pieux, la Carantanie est gouvernée par un margrave de l’Empire carolingien. Après la révolte, la colonisation germanique progresse dans un pays jusqu’alors slave. Les suzerains carolingiens créent des châteaux en bois et des grandes fermes fortifiées (ëtselderhaufen en germanique, dvori en slave), confiées à leurs vassaux. L’Église se voit attribuer de grands domaines confiés aux évêques bavarois de Salzbourg, Passau, Brixen et Freising ou aux monastères. Les colons germaniques introduisent de nouvelles méthodes d’exploitation des terres. Le monde rural se divise en paysans libres et indépendants (Grʊnter soit « terriens » ou gruntar) et serfs (kaiserlicher Leibeigener ou kajžarski podložniki). Ils forment des communes (Gemeinde ou srenja) dirigées par un maire (ɡrʊntmeister ou župan) qui fait le lien entre les seigneurs et la commune.
En 843, le territoire passe dans les mains de Louis le Germanique, roi de Francie orientale. En 876, le futur roi et empereur Arnulf dit « de Carinthie », un descendant illégitime de Louis, est nommé duc de Carinthie dans le cadre du royaume des Francs orientaux. Après sa mort en 899, la Carantanie reviendra sous la suprématie du duché de Bavière renouvelé. La marche de Carantanie est enfin séparée de la Bavière et élevée au duché de Carinthie après la desitution du duc Henri le Querelleur en 976.

## Couronnement du duc

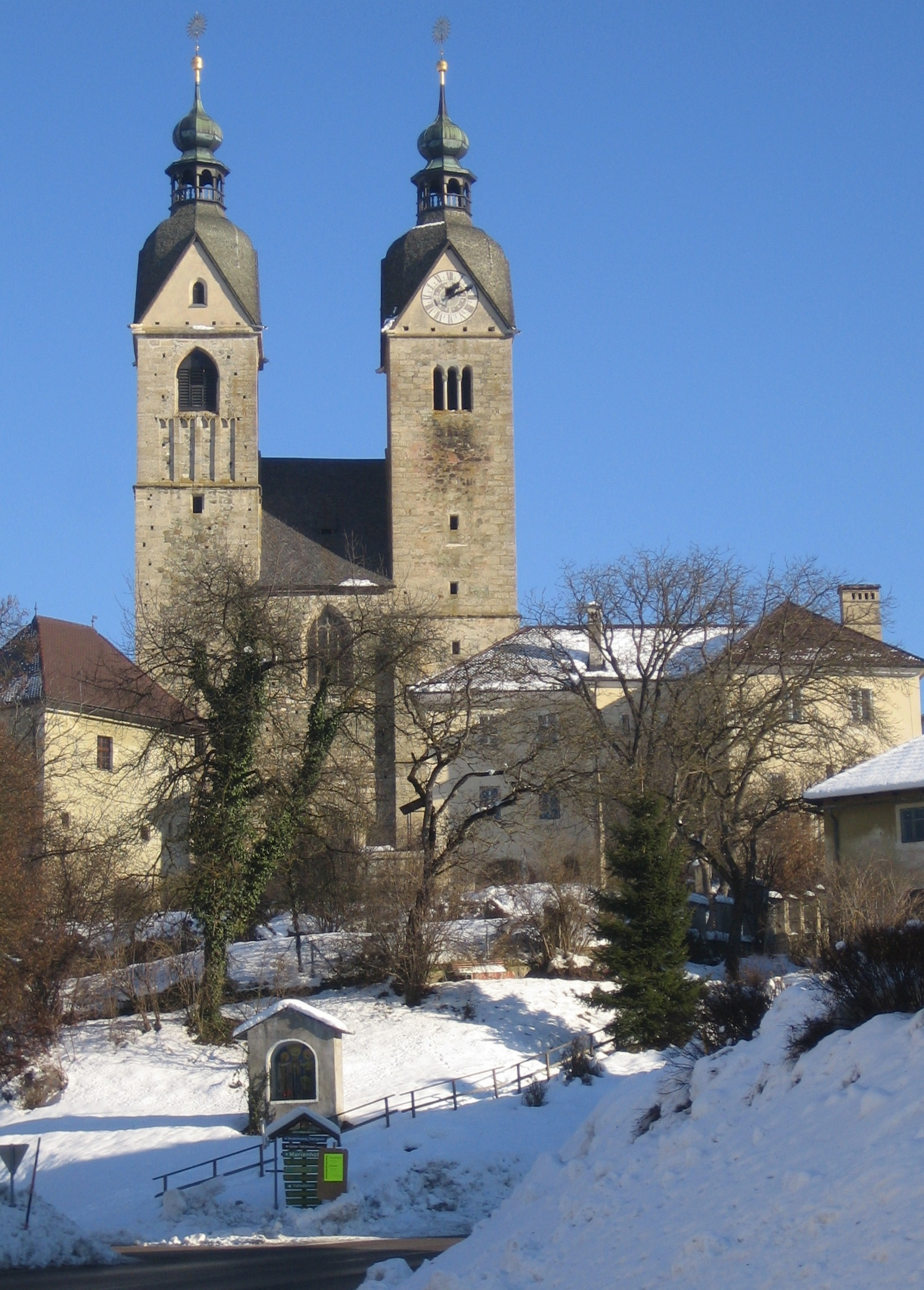
Église de Maria Saal (Gospa Sveta).

La Carantanie disposait d’un rituel ancien et particulier lors du couronnement d’un nouveau dirigeant (Fürst ou knèze, traduit par « duc » ou « prince »). Cette pratique resta en application après la constitution du duché de Carinthie. Ce rituel ne cessa qu’en 1414 lorsqu’Ernest Ier d’Autriche (de la maison de Habsbourg) fut intronisé duc de Carinthie. Ce rituel avait lieu sur la Pierre des princes (en) (slovène : knežji kamen, allemand : Fürstenstein). Cette pierre dressée préhistorique se trouvait près de Krnski grad (actuellement Maria Saal). Lors du rituel, un paysan libre choisi par les habitants de Carantanie pour les représenter, questionnait le futur dirigeant sur son intégrité et lui rappelait ses devoirs. Le couronnement se déroulait en trois étapes :
1. rituel de la Pierre des princes ;
2. messe dans la cathédrale de Maria Saal (Gospa Sveta) ;
3. intronisation dans la vallée de Zollfeld au nord de la ville autrichienne de Klagenfurt, sur le trône voïvodal/ducal (slovène : Vojvodski stol ; allemand : Herzogsstuhl).

## Mention dans la littérature médiévale
La Chronique de Frédégaire mentionne la "Carantanie" en tant que Sclauvinia, Dante Alighieri (1265-1321) en tant que Chiarentana. Ce dernier nom fut également employé par des Florentins comme le poète Fazio degli Uberti (env.1309–1367), l’écrivain Giovanni Villani (c. 1275–1348), et Giovanni Boccaccio (1313–1375). Ce dernier a écrit que la source de le fleuve Brenta prend sa source « dans les montagnes de Carantanie, un pays des Alpes localisé entre l’Italie et la Germanie ».

## Identités ethniques
En Carantanie, la plus importante ethnie était celle des Slaves installés dans les Alpes orientales à partir du VIe siècle, ayant absorbé des populations antérieures romanes ou germaniques, ou postérieures comme les Avars ou les Bavarois, et que les Slovènes modernes revendiquent comme ancêtres ; il y avait aussi des Slaves appelés Doulèbes (en), venus de Galicie en passant par le sud de la Bohême, et que les actuels Croates revendiquent comme ancêtres,.